# Ordishia albofasciata
Ordishia albofasciata là một loài bướm đêm thuộc phân họ Arctiinae, họ Erebidae.